# Leptosynapta knysnaensis
Leptosynapta knysnaensis is een zeekomkommer uit de familie Synaptidae.
De wetenschappelijke naam van de soort werd in 1952 gepubliceerd door Gustave Cherbonnier.